# Kampioenschap van Saint-Martin
Het Kampioenschap van Saint-Martin is de voetbalcompetitie van het Franse deel van Sint Maarten.

## Voetbalclubs uit Saint-Martin
- AS Portuguese (Saint-Barthélemy)
- ASCCO (Saint-Barthélemy)
- Beach Hotel (Saint-Barthélemy)
- Carcajou FC (Saint-Barthélemy)
- Etudiants (Saint-Barthélemy)
- Young Stars (Saint-Barthélemy)
- Attackers (Saint-Martin)
- FC Concordia (Saint-Martin)
- FC Flamingo (Saint-Martin)
- FC Marigot (Saint-Martin)
- Saint-Louis Stars (Saint-Martin)
- Saint-Martin Mixte Stars (Saint-Martin)
- Junior Stars (Saint-Martin)
- Juventus de Saint-Martin (Saint-Martin)
- Tigers (Saint-Martin)
- United Stars (Saint-Martin)

## Winnaars van Saint-Martin
- 1997/98 : Jah Rebels
- 1998/99 : Jah Rebels
- 1999/00 : Junior Stars Marigot
- 2000/01 : Sporting Club
- 2001/02 : Orleans Attackers
- 2002/03 : Junior Stars
- 2003/04 : Juventus
- 2004/05 : Orleans Attackers
- 2005/06 : Juniors stars
- 2006/07 : Orleans Attackers
- 2007/08 : Orleans Attackers
- 2008/09 : St louis stars
- 2009/10 : Orleans Attackers

## Winnaars van Saint-Barthélemy
- 2003/04 : FC Gustavia
- 2004/05 : FC Beach-Hôtel
- 2005/06 : FC Beach-Hôtel
- 2006/07 : Amical FC (ex FC Beach-Hôtel)
- 2007/08 : ASPSB (Association Sportive Portugaise de Saint-Barthélemy)